# Haemagogus janthinomys
Haemagogus janthinomys är en tvåvingeart som beskrevs av Dyar 1921. Haemagogus janthinomys ingår i släktet Haemagogus och familjen stickmyggor. Inga underarter finns listade i Catalogue of Life.